# Васянович Вячеслав Іванович
Васяно́вич Вячесла́в Іва́нович (21 липня 1938 р., Гельмязів, Черкаська область — 20 березня 2017 р., Київ) — український живописець і плакатист. Член Національної спілки художників України (1977-2017 рр.). Жив і працював у Києві.

## Біографічні відомості
Вячеслав Васянович народився 21 липня 1938 року у місті Гельмязів, Черкаської області.
У 1955–1960 роках він навчався у Київському будівельному інституті.
У 1962 році вступив до Київського художнього інституту, де він навчався у Іллі Штільмана і Володимира Костецького. У 1968 році Вячеслав Васянович успішно закінчив інститут.
З 1969 року почав брати участь у міжнародних, всесоюзних та республіканських виставках.
У 1977 році Вячеслав Васянович вступив до Національної спілки художників України.
Працював у галузі живопису, акварелі, плакату, монументального та сакрального мистецтва.

## Твори
Твори Вячеслава Васяновича знаходяться у фондах Міністерства культури України та Національної спілки художників України, а також у приватних колекціях в Україні, Німеччині, Канаді, США та Ізраїлі.

На посмертній виставці робіт художника «Вячеслав Васянович. Всупереч», липень 2018

### Найвідоміші твори
- Ілюстрації до творів Лесі Українки (1985)
- Плакат «Сила єднання» (1990)
- Плакат «Ім'я її Полин» (1991)
- Плакат «Світе тихий, світе милий, моя Україна 1932—1933 рр.» (1991)
- «Виверження Іони» (1991)
- «Фауст і Маргарита» (1995)
- «Райське яблуко» (1995)
- «Ангел, що падає» (1995)
- «Тіні минулого» (2001)
- «Характерник» (2005)
- «Лель і Полель» (2005)
- «Охоронці джерела» (2006)
- «Україна» (2012)
- «Розмова з богом» (2012)
- «Пробудження» (2013)

### Розписи церков
- Розпис іконостасу, Михайлівська церква м. Городище, Черкаська область (1990—1992);
- Розпис іконостасу, Православна церква, с. Калинівка, Черкаська область (1992);
- Муральний живопис та розпис іконостасу, церква Пресвятої богородиці, с. Степашки, Вінницька область (1992—1995);
- Проект і розпис іконостасу, Кафедральний собор різдва Христа Спасителя, м. Тульчин, Вінницька область (1995—1997);
- Розпис іконостасу, Православна церква, с. Політанки, Вінницька область (2000);
- Розпис іконостасу, церква святої Покрови, с. Верещаки, Черкаської область (2001)

## Виставки
- Манівці романтизму, Київ, 2002 р.
- Фантасмагорії, Київ, 2008 р.
- Ювілейна виставка живопису, Київ, 2013 р. на YouTube
- Всупереч (посмертна виставка робіт). Київ, 21-29.07.2018 на YouTube
- Леся Українка: з музейної колекції. Київ, жовтень 2018 р. на YouTube